# Distretto di San Pedro de Cajas
Il distretto di San Pedro de Cajas  è uno dei  nove distretti della provincia di Tarma, in Perù. Si trova nella regione di Junín e si estende su una superficie di 537,31  chilometri quadrati.